# جلح
الجَلْح هو رعي الماشية للأطراف الخُضُر من الشجرة. يُقال جلحت الماعز الشجر وأشجار مجلوحةٌ. ويُقال أيضاً جلح الماعز الشجر: رعي أعاليه وقشره. قد يدل عدد الأشجار المجلوحة في الغابة على عدد الحيوانات البرية التي تحويها وعلى العلاقة بينهما.